# Gregurić Breg
 Gregurić Breg  falu Horvátországban Zágráb megyében. Közigazgatásilag Szamoborhoz tartozik.

## Fekvése
Zágrábtól 25 km-re nyugatra, községközpontjától 5 km-re délnyugatra a Zsumberk-Szamobori-hegységben fekszik.

## Története
1857-ben 106, 1910-ben 215 lakosa volt. Trianon előtt Zágráb vármegye Szamobori járásához tartozott. 2011-ben 115 lakosa volt.

## Lakosság
| Lakosság változása | Lakosság változása | Lakosság változása | Lakosság változása | Lakosság változása | Lakosság változása | Lakosság változása | Lakosság változása | Lakosság változása | Lakosság változása | Lakosság változása | Lakosság változása | Lakosság változása | Lakosság változása | Lakosság változása | Lakosság változása |
| ------------------ | ------------------ | ------------------ | ------------------ | ------------------ | ------------------ | ------------------ | ------------------ | ------------------ | ------------------ | ------------------ | ------------------ | ------------------ | ------------------ | ------------------ | ------------------ |
| 1857               | 1869               | 1880               | 1890               | 1900               | 1910               | 1921               | 1931               | 1948               | 1953               | 1961               | 1971               | 1981               | 1991               | 2001               | 2011               |
| 234                | 268                | 258                | 284                | 210                | 277                | 282                | 287                | 299                | 288                | 259                | 208                | 177                | 147                | 117                | 115                |

## Nevezetességei
Szent Bertalan tiszteletére szentelt kis hegyi kápolnája 1994-ben épült.

## Külső hivatkozások
- Szamobor hivatalos oldala
- A rudei Szent Borbála plébánia honlapja
- Szamobor város turisztikai egyesületének honlapja